# Subsecretaría de Marina de Chile
La Subsecretaría de Marina de Chile (SUBSECMAR) era una subsecretaría de Estado dependiente del Ministerio del Defensa, que coordinaba las relaciones entre la Armada de Chile y el gobierno, y asesoraba al Ministro de Defensa en materias legales referentes a la actividad naval. Fue creada el 21 de junio de 1887, cuando se reorganizaron los ministerios bajo el gobierno de José Manuel Balmaceda.
El 4 de febrero de 2010 se publicó la ley Nº 20.424, que reorganizó el Ministerio de Defensa, suprimiendo las subsecretarías de Marina, Guerra y Aviación, y las reemplazó por la Subsecretaría de Defensa y la Subsecretaría de las Fuerzas Armadas. Dicho cambio se hizo efectivo cuando asumió el gobierno de Sebastián Piñera, el 11 de marzo de 2010.

## Subsecretarios
| Nombre                                          | Inicio | Final | Partido | Presidente                                           |
| ----------------------------------------------- | ------ | ----- | ------- | ---------------------------------------------------- |
| Manuel Salas Lavaqui                            | 1887   | 1891  | Militar | José Manuel Balmaceda                                |
| Capitán de Fragata, Lindor Pérez Gacitúa        | 1891   | 1892  | Militar | Jorge Montt Álvarez                                  |
| Capitán de Fragata, Manuel Señoret Astaburuaga  | 1892   |       | Militar | Jorge Montt Álvarez                                  |
| Claudio Arteaga Ureta                           | 1892   | 1898  | Militar | Jorge Montt ÁlvarezFederico Errázuriz Echaurren      |
| Carlos Estévez G.                               | 1899   | 1906  | Militar | Federico Errázuriz Echaurren Germán Riesco Errázuriz |
| Álvaro Casanova Zenteno                         | 1906   | 1913  | Militar | Pedro Montt Montt Ramón Barros Luco                  |
| César de la Lastra                              | 1913   | 1915  | Militar | Ramón Barros Luco                                    |
| Capitán de Navío, Pedro Cifuentes M.            | 1916   | 1923  | Militar | Juan Luis SanfuentesArturo Alessandri Palma          |
| Capitán de Navío, Carlos Jouanne De La-Motte    | 1924   | 1925  | Militar | Arturo Alessandri PalmaEmiliano Figueroa Larraín     |
| Capitán de Navío, Alejandro García Castelblanco | 1925   |       | Militar | Emiliano Figueroa Larraín                            |
| Capitán de Navío, Abel Camlios Carvajal         | 1925   | 1926  | Militar | Emiliano Figueroa Larraín                            |
| Capitán de Navío, Armando Reyes del Río         | 1926   | 1927  | Militar | Emiliano Figueroa Larraín                            |
| Capitán de Navío, Carlos Fernández F.           | 1927   | 1930  | Militar | Carlos Ibáñez del Campo                              |
| Capitán de Navío, Vicente Merino Bielich        | 1930   | 1932  | Militar | Carlos Ibáñez del CampoArturo Alessandri Palma       |
| Capitán de Navío, Guillermo Troncoso Palacios   | 1933   | 1937  | Militar | Carlos Ibáñez del CampoArturo Alessandri Palma       |
| Capitán de Navío, Immanuel Holger Torres        | 1937   | 1938  | Militar | Arturo Alessandri Palma Pedro Aguirre Cerda          |
| Capitán de Navío, Carlos Herrera Acevedo        | 1939   | 1943  | Militar | Pedro Aguirre Cerda Juan Antonio Ríos                |
| Capitán de Navío, Horacio de la Fuente          | 1944   | 1947  | Militar | Juan Antonio RíosGabriel González Videla             |
| Capitán de Navío, Pedro Espina Ritchie          | 1947   | 1950  | Militar | Juan Antonio RíosGabriel González Videla             |
| Capitán de Navío, Alfredo Natho Davidson        | 1951   | 1952  | Militar | Juan Antonio RíosGabriel González Videla             |
| Capitán de Navío, Angel Custodio Lira Gálvez    | 1952   | 1954  | Militar | Carlos Ibáñez del Campo                              |
| Capitán de Navío, Erwin Gundlach Pozo           | 1954   | 1955  | Militar | Carlos Ibáñez del Campo                              |
| Capitán de Navío, Alfredo López Costa           | 1955   | 1958  | Militar | Carlos Ibáñez del Campo                              |
| Capitán de Navío, Alfredo Martín Díaz           | 1958   | 1961  | Militar | Jorge Alessandri Rodríguez                           |
| Capitán de Navío, José Costa Francke            | 1961   | 1964  | Militar | Jorge Alessandri Rodríguez                           |
| Capitán de Navío, Fernando Porta Angulo         | 1964   |       | Militar | Jorge Alessandri Rodríguez                           |
| Capitán de Navío (R) Sergio Aguirre Mac-Kay     | 1964   | 1970  | Militar | Eduardo Frei Montalva                                |
| Capitán de Navío (R) Jorge Domínguez Kopaitich  | 1970   | 1973  | Militar | Salvador Allende Gossens                             |
| Contraalmirante Ernesto Jobet Ojeda             | 1973   | 1976  | Militar | Augusto Pinochet Ugarte                              |
| Capitán de Navío Carlos Acosta Ramírez          | 1976   | 1980  | Militar | Augusto Pinochet Ugarte                              |
| Capitán de Navío Víctor Larenas Quijada         | 1980   | 1982  | Militar | Augusto Pinochet Ugarte                              |
| Capitán de Navío Alfredo Gallegos Villalobos    | 1982   | 1986  | Militar | Augusto Pinochet Ugarte                              |
| Capitán de Navío, Octavio Bolelli Luna          | 1986   | 1987  | Militar | Augusto Pinochet Ugarte                              |
| Capitán de Navío, Jorge Román Fariña            | 1987   | 1990  | Militar | Augusto Pinochet Ugarte                              |
| Tomás Puig Casanova                             | 1990   | 1994  | Ind.    | Patricio Aylwin Azócar                               |
| Carlos E. Mena Keymer                           | 1994   | 1995  |         | Eduardo Frei Ruiz-Tagle                              |
| Pablo Cabrera Gaete                             | 1995   | 1999  | Ind.    | Eduardo Frei Ruiz-Tagle                              |
| Renán Fuentealba Vildósola                      | 1999   | 2000  | PDC     | Eduardo Frei Ruiz-Tagle                              |
| Ángel Flisfisch Fernández                       | 2000   | 2002  | Ind.    | Ricardo Lagos Escobar                                |
| Patricio Morales Aguirre                        | 2002   |       | PRSD    | Ricardo Lagos Escobar                                |
| Francisco Huenchumilla Jaramillo                | 2002   | 2003  | PDC     | Ricardo Lagos Escobar                                |
| Carlos Mackenney Urzúa                          | 2003   | 2005  | Ind.    | Ricardo Lagos Escobar                                |
| Gonzalo García Pino                             | 2005   | 2006  | Ind.    | Ricardo Lagos Escobar                                |
| Carolina Echeverría Moya                        | 2006   | 2010  | PPD     | Michelle Bachelet Jeria                              |